# IC 4000
IC 4000  ist eine kompakte Galaxie vom Hubble-Typ C im Sternbild Jagdhunde. Sie ist rund 1,5 Milliarden Lichtjahre von der Milchstraße entfernt und hat einen Durchmesser von etwa 100.000 Lichtjahren. 
Entdeckt wurde das Objekt am  21. März 1903 von Max Wolf.